# Pourvu qu'il pleuve
Albums de Shay
Antidote
(2019)
Singles
1. Jolie go
Sortie : 3 mars 2023
2. Commando
Sortie : 6 octobre 2023
3. Sans Cœur (avec Niska)
Sortie : 10 novembre 2023
4. Santa Fe (Bad Gyal)
Sortie : 3 mai 2024

Pourvu qu'il pleuve est le troisième album studio de la rappeuse belge Shay sorti le 19 janvier 2024. A noter, que l'album inclut un titre bonus dans le cd avec un artwork alternatif vendu en édition limitée uniquement sur le store en ligne de Shay.

## Certifications
| Classement    | Ventes | certification |
| ------------- | ------ | ------------- |
| France (SNEP) | 50 000 | Or            |

## Liste des pistes
| 1.  | Partie hier            | Shay                 | Jo A Touch, Karmen, Kozbeatz    | 2:22 |
| 2.  | Shooter                | Shay                 | Nardey, Scar, Yeuss K           | 2:43 |
| 3.  | Santa Fe (Bad Gyal)    | Shay, Karmen         | Jo A Touch, Scar                | 2:20 |
| 4.  | À l'envers (avec Gazo) | Shay, Gazo           | Jo A Touch, Latimer             | 2:39 |
| 5.  | T mimi                 | Shay                 | Jo A Touch, Dreamstate, Noxious | 2:28 |
| 6.  | Poison Ivy             | Shay                 | Jo A Touch, Habib               | 2:54 |
| 7.  | Commando               | Shay                 | Jo A Touch, Karmen, Drama State | 2:51 |
| 8.  | Baby Daddy             | Shay                 | Jo A Touch, Heezy Lee, Spectra  | 2:56 |
| 9.  | 17                     | Shay                 | Jo A Touch, Josh, Denza         | 2:13 |
| 10. | Sans cœur (avec Niska) | Shay, Niska, Yeuss K | Jo A Touch                      | 2:56 |
| 11. | JGG                    | Shay                 | Jo A Touch, Neo                 | 2:36 |
| 12. | Jolie go               | Shay, Moona          | Jo A Touch, SHB, Scar           | 2:46 |
| 13. | Cash                   | Shay                 | Jo A Touch, Erose, Latimer      | 2:29 |
| 14. | 1000 à l'heure         | Shay                 | Jo A Touch, Habib               | 2:44 |
| 15. | Paradis (avec SCH)     | Shay, SCH            | Jo A Touch, Sam H, Hamnezy      | 3:25 |

## Titres certifiés en France[3]
- Jolie go  Platine
- Sans cœur (avec Niska)  Diamant

## Classement des ventes
| Classement (2024) | Meilleure position |
| ----------------- | ------------------ |
| France (SNEP)     | 3                  |
| Belgique          | 3                  |
| Suisse            | 9                  |